# Идрак, Жан Антуан Мари
Жан Антуан Мари Идрак (фр. Jean-Antoine-Marie Idrac) (1849, Тулуза — 1884, Париж) — французский скульптор.

## Биография
Жан Антуан Мари Идрак родился 14 апреля 1849 года в городе Тулузе. Обучался художественному мастерству у Жана Александра Фальгьера.
Обучался у одного из известнейших скульпторов Французской академии Изящных искусств Пьера-Жюля Кавелье.  В 1873 году Идраку была присуждена Большая Римская премия по разряду скульптуры за работы "Филоктет, возвращенный Улиссом в греческий лагерь" и "Неоптолемос, о котором заботится Махаон". После этого он, как и его учитель, отправился на небезызвестную виллу Медичи от Французской академии в Риме.
В Париже скульптор регулярно выставлял свои произведения в Салонах, которые во многом критиковались представителями романтизма в искусстве Второй Империи. По возвращении из Рима он начал работать над большой конной статуей парижского прево Этьена Марселя, однако умер 27 декабря 1884 года, незадолго до завершения работы (памятник закончен Лораном Маркестом).
Большинство скульптур Жана Антуана Мари Идрака созданы на мифологические сюжеты. Среди наиболее известных его работ — статуя Саламбо (героини одноимённого романа Флобера).

Он похоронен вместе со своим сыном, метеорологом Пьером Идраком (1885-1935), и зятем, архитектором Теодором Баллю (1817-1885). Региональный префект Франсис Клод Идрак, муж министра Анн-Мари Идрак, является правнуком Жана Антуана.